# Eragrostis kuschelii
Eragrostis kuschelii är en gräsart som beskrevs av Carl Skottsberg. Eragrostis kuschelii ingår i släktet kärleksgrässläktet, och familjen gräs.
Artens utbredningsområde är Desventuradasöarna. Inga underarter finns listade i Catalogue of Life.